# Karlsbader FK
Karlsbader FK (celým názvem: Karlsbader Fußballklub) byl německý fotbalový klub, který sídlil ve městě Karlsbad v okupovaných Sudetech. Založen byl v roce 1912 po zániku původního klubu německé menšiny ve městě – Internationaler Sport Club (ISC Karlsbad). Zanikl v roce 1940 po založení stranického klubu NSTG Karlsbad. Klubové barvy byly modrá a zelená.
Největším úspěchem klubu bylo vítězství v mistrovství německého svazu v ČSR (ročník 1929/30; Deutschen Fußball-Verbandes der ČSAF).

## Historické názvy
Zdroj: 
WFK
- 1912 – Karlsbader FK (Karlsbader Fußballklub)
- 1940 – zánik

NSTG
- 1940 – NSTG Karlsbad (Nationalsozialistischen Turngemeinde Karlsbad)
- 1945 – zánik

## Umístění v jednotlivých sezonách
Stručný přehled
Zdroj: 
- 1939–1941: Gauliga Sudetenland – sk. 1
- 1942–1943: Gauliga Sudetenland West
- 1943–1944: Gauliga Sudetenland – sk. 1

Jednotlivé ročníky
Zdroj: 
Legenda: Z - zápasy, V - výhry, R - remízy, P - porážky, VG - vstřelené góly, OG - obdržené góly, +/- - rozdíl skóre, B - body, červené podbarvení - sestup, zelené podbarvení - postup, fialové podbarvení - reorganizace, změna skupiny či soutěže
| Velkoněmecká říše (1939 – 1944) |                             |        |                                                             |                                                             |                                                             |                                                             |                                                             |                                                             |                                                             |                                                             |        |
| Sezóny                          | Liga                        | Úroveň | Z                                                           | V                                                           | R                                                           | P                                                           | VG                                                          | OG                                                          | +/-                                                         | B                                                           | Pozice |
| 1939/40                         | Gauliga Sudetenland – sk. 1 | 1      | 10                                                          | 3                                                           | 1                                                           | 6                                                           | 26                                                          | 33                                                          | -7                                                          | 7                                                           | 5.     |
| 1940/41                         | Gauliga Sudetenland – sk. 1 | 1      | Klub se odhlásil v průběhu sezóny, výsledky byly anulovány. | Klub se odhlásil v průběhu sezóny, výsledky byly anulovány. | Klub se odhlásil v průběhu sezóny, výsledky byly anulovány. | Klub se odhlásil v průběhu sezóny, výsledky byly anulovány. | Klub se odhlásil v průběhu sezóny, výsledky byly anulovány. | Klub se odhlásil v průběhu sezóny, výsledky byly anulovány. | Klub se odhlásil v průběhu sezóny, výsledky byly anulovány. | Klub se odhlásil v průběhu sezóny, výsledky byly anulovány. | 5.     |
| ...                             |                             |        |                                                             |                                                             |                                                             |                                                             |                                                             |                                                             |                                                             |                                                             |        |
| 1942/43                         | Gauliga Sudetenland West    | 1      | Klub se odhlásil v průběhu sezóny, výsledky byly anulovány. | Klub se odhlásil v průběhu sezóny, výsledky byly anulovány. | Klub se odhlásil v průběhu sezóny, výsledky byly anulovány. | Klub se odhlásil v průběhu sezóny, výsledky byly anulovány. | Klub se odhlásil v průběhu sezóny, výsledky byly anulovány. | Klub se odhlásil v průběhu sezóny, výsledky byly anulovány. | Klub se odhlásil v průběhu sezóny, výsledky byly anulovány. | Klub se odhlásil v průběhu sezóny, výsledky byly anulovány. | 8.     |
| 1943/44                         | Gauliga Sudetenland – sk. 1 | 1      | 9                                                           | 1                                                           | 1                                                           | 7                                                           | 25                                                          | 45                                                          | -20                                                         | 3                                                           | 7.     |